# Tamakawa
Tamakawa (玉川村?) è un villaggio giapponese della prefettura di Fukushima.